# Hotline Miami (серія коміксів)
Hotline Miami — серія коміксів по однойменній серії комп'ютерних ігор від Dayjob Studio, що головним чином продовжує оригінальну історію першої частини Hotline Miami і розповідає про передісторію кількох угрупувань, що з'являються у другій частині. У 2015 році відбувся реліз Hotline Miami 2: Wrong Number Digital Comic, а у 2016 — Hotline Miami: Wildlife Comics Series.
У березні 2015 року було опубліковано фанатський комікс Hotline Miami: Carl, що розповідає про другорядного персонажа першої частини гри, Карла, що використовує маску коника. Хоча комікс був виконаний фанатами, він єдиний з усіх коміксів, події якого офіційно отримали статус канонічних від одного з розробників гри, Денніса Ведіна.

## Hotline Miami 2: Wrong Number
Hotline Miami 2: Wrong Number (укр. Гаряча лінія Маямі 2: Неправильний номер) — п'ятисерійний комікс, що розповідає про передісторію кількох персонажів і є промо-матеріалом до гри Hotline Miami 2: Wrong Number. Комікс був випущений у вигляді безкоштовного додатку, який можна завантажити з Steam та GOG.com. Імовірно комікс відображає більш ранню версію сюжету, оскільки він має численні хронологічні та персонажні невідповідності з фінальною версією гри.

### Сюжет
Історія починається одразу після закінчення першої частини гри, коли Джекета заарештовує поліція. Репортер новин знімає на відео його арешт, і ці кадри транслюються в прямому ефірі під час репортажу про вбивць у масках, серед яких ведучий новин підозрює Джекета як найвідомішого і, можливо, їхнього лідера. Перераховуються різні його злочини, включаючи напад на поліцейську відділок, убивство кінопродюсера Вілсона Фіскера і викрадення дівчини, знайденої мертвою в його квартирі. Серед багатьох людей, які дивляться новини — фанати, кожен з яких носить маску тварини і хвалять Джекета. Тоні заявляє, що незабаром настане і їхня черга діяти.
У квітні 1989 року Джейк приєднується до «50 благословень» і звільняється з роботи, щоб приєднатися до протестів проти росіян і бомбардування Сан-Франциско. Наступного дня протести переростають в сутички, коли протестувальники починають нападати на нічого не підозрюючих росіян на вулицях. Джейк дає волю своїй садистській натурі, перш ніж поліція силою відтісняє протестувальників. Вдома Джейк знаходить під дверима пакунок від «50 благословень» зі зміїною маскою.
У вересня 1991 року чоловік у свинячій масці жорстоко нападає на продавчиню продуктового магазину. Наступного дня він дивиться фільм жахів і нарікає на безглуздий брак пристрасного насильства. Дзвонить телефон, голос називає йому адресу, наказуючи вбити всіх мешканців будинку. У будинку М'ясник холоднокровно вбиває кількох цивільних людей. Він робить собі компліменти і перекушує в будинку своїх жертв, перш ніж знову дзвонить телефон і дає йому нову адресу в сусідньому будинку. Вбивця слідує за вказівкою і знову вбиває усіх, хто знаходився всередині. Коли він заколює свою останню жертву, режисер фільму «Опівнічна тварина» вирізає сцену і хвалить актора за його гру.
У жовтні того ж року фанати патрулюють доки у своєму фургоні, коли по радіо повідомляють про злочини, виявлені в порту. Еш змушує Тоні зупинити фургон, коли помічає зламаний висячий замок на вході до складу. Фанати відправляють Корі розвідати місцевість і вона починає вбивати злодіїв всередині. Решта приєднується до бою. Марк рятує Тоні від великого бандита, який не дає Алекс прикінчити його бензопилою. Коли бій було завершено, він прив'язує ще живого бандита до передньої частини їхнього фургона для залякування інших і їде.
В серпні 1985 року російський офіцер, який перебував зі своїми підлеглими на Гавайських островах, отримує інформацію про те, що на їхню позицію прибуває американський спецназ «Примарні вовки». Він наказує своїм людям подвоїти пильність, але все ще побоюється майбутньої кривавої бійні. Новобранець розпитує двох інших солдатів про «Примарних вовків», які розповідають про жорстокі операції спецназу проти російських баз і про те, як вони пережили бомбардування. Новобранець сміється з того, що спецназівців лише жменька, але розмову перебиває Борода, що вбиває росіянина. Загін холоднокровно розправляється з усіма ворожими силами і добиває тих, хто тікає з табору. Кол місію завершено, Борода дивиться на вранішнє сонце і думає про своє повернення додому, бажаючи відкрити крамницю, щоб забути про війну.

### Розробка
Комікс був розроблений італійською студією Dayjob Studio, зокрема сценаристами Мауріціо Фуріні і Федеріко Чемелло, а також художниками Альберто Массаджіа, Ріккардо Гамба і Елізою Чемелло із допомогою в адаптації Федра Гріллотті під керівництвом розробників оригінальної гри, Джонатаном Сьодерстрьомом і Деннісом Ведіном.
Перші два епізоди вийшли 18 лютого 2015 року, третій епізод було опубліковано 23 лютого, четвертий — 2 березня, а п'ятий — 9 березня.

## Hotline Miami: Wildlife
Hotline Miami: Wildlife (укр. Гаряча лінія Маямі: Дика природа) — восьмисерійний комікс, що розповідає оригінальну історію спінофу у всесвіті Hotline Miami про чотирьох убивць у масках, які діяли до і в той самий час, що й Джекет, розказану від імені нового персонажа, Кріса Дженкінса, і його боротьби з прийдешньою війною, його схильністю до саморуйнування і таємничою організацією «50 благословінь». Оповідь переносить читача у нові локації та знайомить з новими постатями в масках, досліджуючи темні та тривожні теми. Події сюжетів коміксу не є канонічними.

### Сюжет
Кріс і Блейк грають в аерохокей. Крісу хтось телефонує, кажучи що вони згодні прийняти його на «патріотичну роботу». Однак Кріс бурхливо реагує на це. Згодом він згадує як у 1986 році він спостерігав за ядерним бомбардуванням росіянами Сан-Франциско, де внаслідок вибуху загинули 100 000 жителів, сім'я і друзі Кріса, а також Борода. Спогади пробуджують в ньому лють і він все ж приєднується до «50 благословень».
В одному з будинків у Маямі гангстер намагається втекти на човні, але хтось зупиняє його пострілом з пістолета. Людина в масці кролика, якою є Кріс, оглядає будинок у пошуках тих, хто вижив. Після цього кролик сідає на диван, щоб покурити і відпочити. Несподівано, невідомий хлопчик непомітно пробирається до дивана і приставляє пістолет до його голови. Згодом виявляється, що він син боса російської мафії, якого часом раніше вбив головний герой. Кріс і хлопець знаходять спільну мову, закриваючи напружену ситуацію.
В цей час до іншого американця, Майка, просто перед його закриттям входять два російські бандити. Вони погрожують продавцю і вимагають гроші за кришування, але у відповідь хлопець відкриває по них вогонь і вбиває. Через кілька днів до Майка заходить його друг Гарет і показує свіжий випуск газети про місцевого героя. Продавець впізнає себе і заперечує що він і справді герой, кажучи що просто захищався. Згодом магазин спалюють, а страхова компанія відмовляється виплачувати компенсацію. Майк вимушений влаштуватися на нову роботу — офіціантом. Його колеги запитують, у чому секрет його спокою, а у відповідь він каже, що вся справа в медитації та пізнанні себе, хоча справжня причина його стану в тому, що він також приєднався до «50 благословень» і вбиває росіян.
Курт, сидячи в барі, розповідає про те, як він воював і якби тоді його не відправили додому, Америка перемогла б у цій війні, на що один із відвідувачів відповідає, що вони програли через те, що на них скинули атомну бомбу, а не через брак бійців. Тоді Курт злиться на нього і відрубується. Трохи згодом до бару увійшли кілька бандитів російської мафії, вони прийшли по боржника Джо і почали вимагати з нього гроші. У бійку втручається Фредді — власник бару і каже їм забиратися, але мафіозі не слухаються бармена і продовжують вибивати борг. Тоді Фредді йде дзвонити в поліцію, але один з нападників наставляє на нього пістолет. Саме в цей момент прокидається Курт і одразу ж намагається зупинити ганстера, але падає на підлогу. За ним падає і бармен з простреленою ногою. Після цих подій Курт виходить з бару подзвонити Лестеру та приєднується до організації «50 благословень».

### Розробка
Сюжет для кожного випуску, обсяг яких складається з 30 сторінок, написаний сценаристами Федеріко Чемелло та Мауріціо Фуріні. Художники — Альберто Массаджіа, Людовікою Черегатті (разом з Джорджією Ланца), Андреа Дотта та Андреа Ерріко. Комікс став продовженням роботи команди Dayjob Studio після успіху коміксу Hotline Miami 2: Wrong Number, яку окремо відмітили видавці оригінальної гри Dennaton Games та Devolver Digital.
Серію було анонсовано на комік-коні в Неаполі в квітні 2016 року компанією-розробником, а вже влітку того ж року вийшов перший епізод. Спочатку був опублікований італійською мовою, а згодом переведений студією Behemoth на англійську. Останній епізод коміксу вийшов у лютому 2017 року.

## Hotline Miami: Carl
Hotline Miami: Carl (укр. Гаряча лінія Маямі: Карл) — фанатський комікс, приквел про другорядного персонажа першої частини Hotline Miami, Карла, що використовує маску коника. Єдиний з усіх коміксів, події якого офіційно отримали статус канонічних від одного з розробників гри, Денніса Ведіна.

### Сюжет
Як і всі інші члени «50 благословень», Карл отримує завдання по телефону, але він, вочевидь, здогадується хто за всім стоїть. Карл, використовуючий дриль як основну зброю, виїжджає на чергове завдання, вбиває охоронця клубу і після спеціально підставляється під кулі, таким чином фактично вчинивши самогубство.

### Розробка
Комікс був розроблений фанатами гри Остіном Вілсоном, Серою Келлі і Девідом Гопкінсом і опублікований на Imgur 30 березня 2015 року, через кілька тижнів після релізу другої частини гри, Hotline Miami 2: Wrong Number.

## Реалізація у грі
Комікс Hotline Miami 2: Wrong Number був розроблений сумісно з розробниками гри промо-матеріалом до неї, тож кожен з персонажів був реалізований і отримав свій розвиток і сюжетну лінію. Події Hotline Miami: Wildlife не є канонічними, тому жодна з подій чи персонажів не була реалізована у іграх, хоча у першій частині можна знайти маску Кроля.
Події фанатського коміксу Hotline Miami: Carl є канонічними і описують історію вже існуючого персонажа Карла з першої частини. Його тіло можна знайти на центральному танцполі в епізоді Push It і неканонічному спеціальному епізоді Exposed в Hotline Miami.

### Відмінності
Хоча Hotline Miami 2: Wrong Number і базується на однойменній грі, імовірно він відображає більш ранню версію її сюжету, оскільки має численні хронологічні та персонажні невідповідності з фінальною версією. Нижче наведено кілька найочевидніших відмінностей.
- У другому епізоді Hotline Miami 2: Wrong Number Джейк приєднується до «50 благословень» 27 квітня 1989 року і отримує свою маску 2 травня 1989 року. У грі Джейк голить голову 25 квітня і отримує дзвінок від «50 благословень», а реакція Джейка натякає на те, що це не перший дзвінок, який він отримав. До цього моменту він також вже має маску змії.
- Події п'ятого епізоду відбуваються у 1987 році, коли на збройний конфлікт вже закінчився, а Борода загинув під час бомбардування Сан-Франциско у 1986 році. Однак у виданні коміксу в паперовій версії італійською мовою дата була виправлена.
- У коміксі Деніелс має шрам на обличчі, якого немає у фінальній версії гри. Він також не закриває обличчя шарфом і показаний з волоссям, тоді як у грі його голова повністю поголена.
- Номери Еша і Алекс зображені на плечах, тоді як у грі — на масках.
- Фургон фанатів у коміксах виглядає пофарбованим професійною фарбою, а не розмальованим від руки, як це виглядає у грі. Самі малюнки на фургоні також відрізняються.
- Ріхтер жодного разу не згадується в коміксі, в той час як ЗМІ та поліція звинувачують Джекета у смерті його дівчини, хоча в грі вони заарештовують за це Ріхтера.